# Macromia dione
Macromia dione – gatunek ważki z rodziny Macromiidae.